# Colomeea

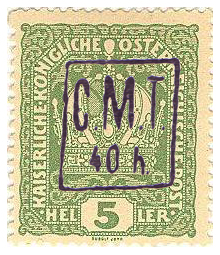
Fostă marcă poştală austriacă cu supratipar românesc C.M.T. (Comandamanentul Militar Teritorial) emisă în anul 1919 la Colomeea, când armata română a ocupat Pocuția

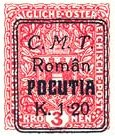
Fostă marcă poştală austriacă cu supratipar românesc C.M.T. (Comandamanentul Militar Teritorial) emisă în anul 1919 la Colomeea, când armata română a ocupat Pocuţia

Colomeea (în ucraineană Коломия, în poloneză Kołomyja) este un oraș în regiunea Ivano-Frankovsk din Ucraina, situat pe râul Prut. Are 61,5 mii locuitori și o suprafață de 40,72 km². Colomeea este centru administrativ al raionului omonim și cel mai important oraș din Pocuția.
Prima mențiune documentară a orașului datează din anul 1240, când făcea parte din knezatul Halici-Volânia. Un secol mai tîrziu este anexat la Polonia, fiind disputat între 1388 și 1531 și de Principatul Moldovei. Între 1772 și 1918 a făcut parte din Imperiul Austriac, apoi, până în 1939, din nou din Polonia (imediat după destrămarea Austro-Ungariei orașul a fost, ca și întreaga Pocuție, timp de cîteva luni controlat de autoritățile militare române).
Printre obiectivele turistice renumite ale orașului se numără muzeul artei populare din Pocuția (muzeul ocupă un impozant imobil din sec. XIX din centrul Colomeii și deține o colecție foarte bogată de artă populară guțulă), muzeul Pisancăi (artei tradiționale a decorărării ouălor de Paști) - un muzeu unic în felul său, considerat și cartea de vizită a orașului, precum și biserica Bunei Vestiri (1587), unul din cele mai vechi exemple ale arhitecturii populare guțule în lemn. La Colomeea mai funcționează și un teatru dramatic.

## Orașe înfrățite
- Sighetu Marmației, România (2002)
- Drochia, Republica Moldova (2001)

## Demografie
Componența lingvistică a orașului Colomeea
     Ucraineană (93,11%)
     Rusă (5%)
     Alte limbi (0,32%)
Conform recensământului din 2001, majoritatea populației orașului Colomeea era vorbitoare de ucraineană (93,11%), existând în minoritate și vorbitori de rusă (5%).